# ماهیچه بازکننده انگشت کوچک دست
ماهیچهٔ بازکنندهٔ انگشت کوچک دست (انگلیسی: Extensor digiti minimi muscle) ماهیچه‌ای است که کار آن باز کردن مفصل استخوان پنجم کف دست با بند اول انگشت کوچک دست است.
سر ثابت آن تاندون ماهیچه بازکننده مشترک انگشتان در ناحیه ساعد و سر متحرک آن به تاندون عضله بازکننده مشترک انگشتان در ناحیه ساعد متصل است.
عصب‌گیری آن از عصب عمقی شعاعی است.

## نگارخانه

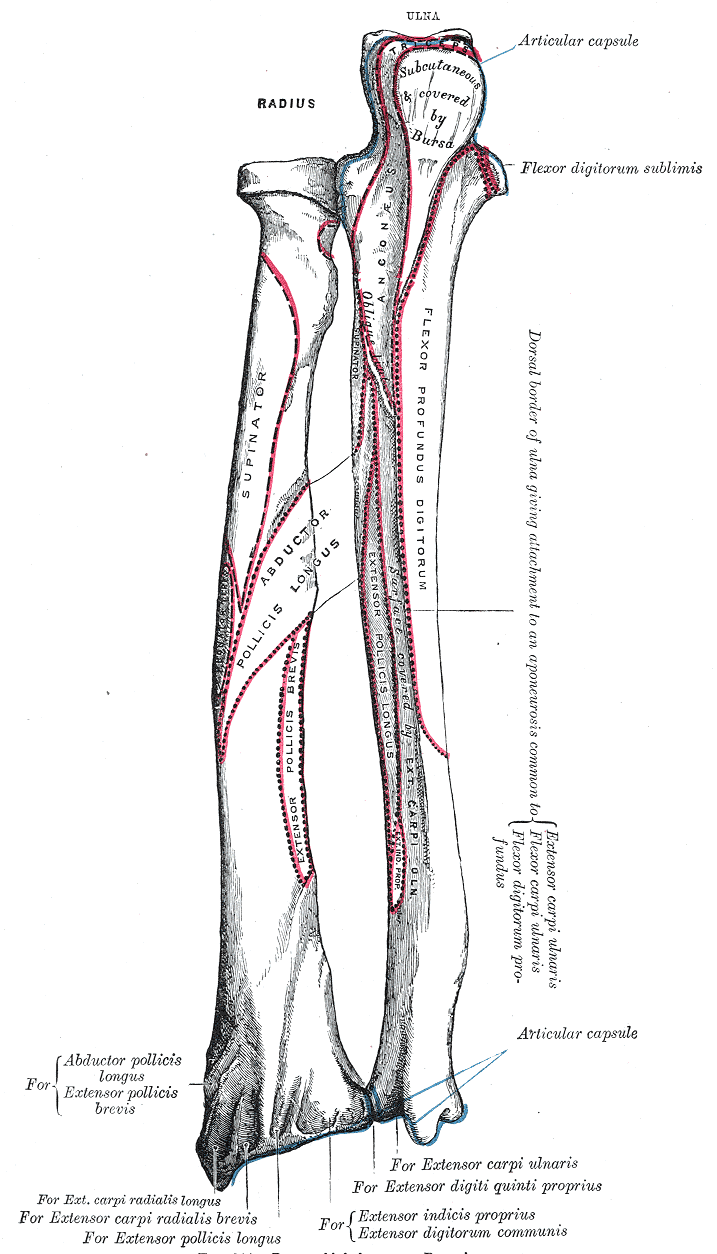
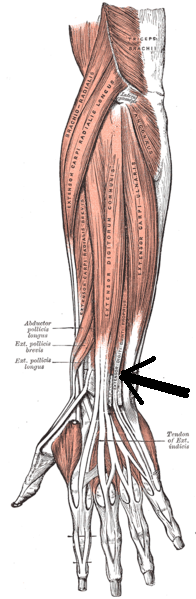
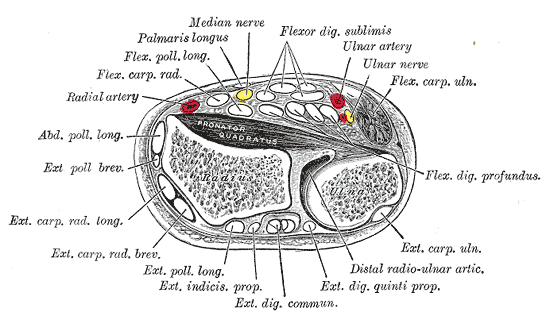
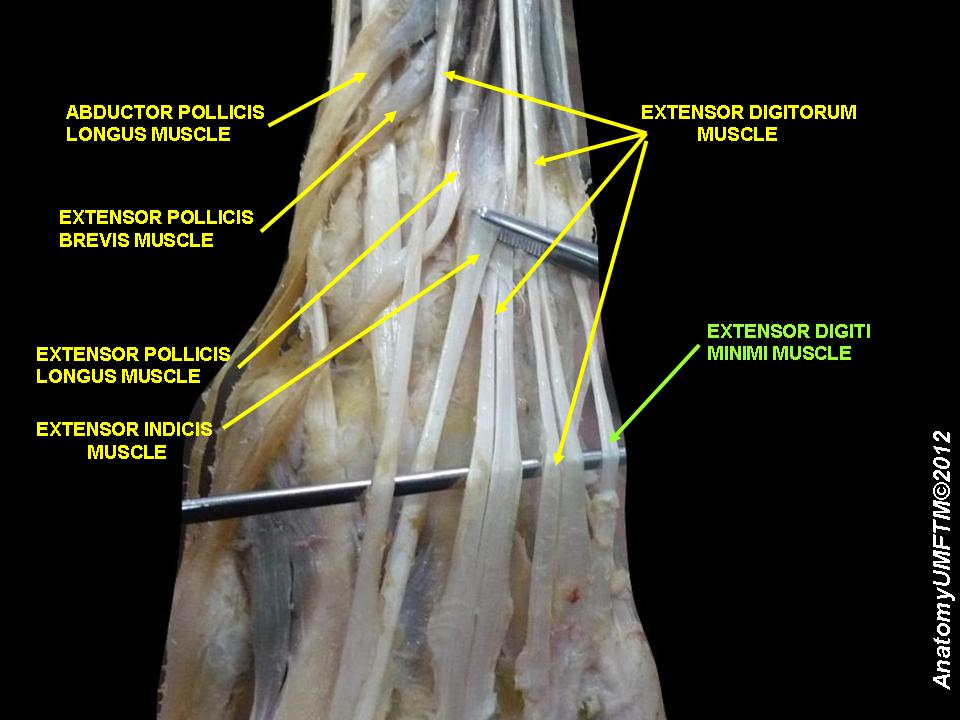
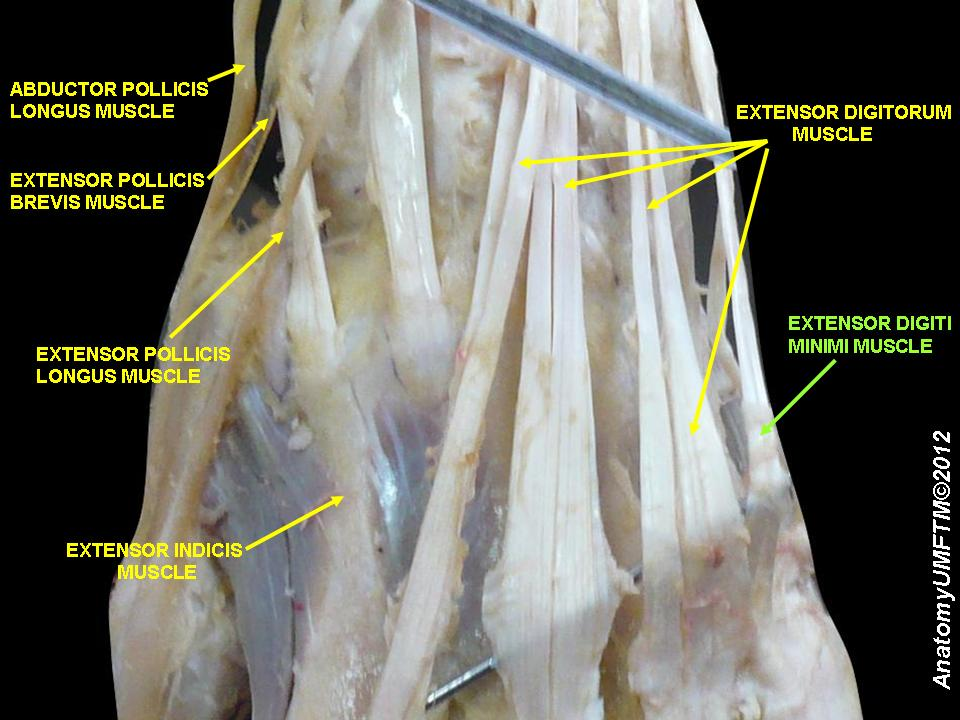
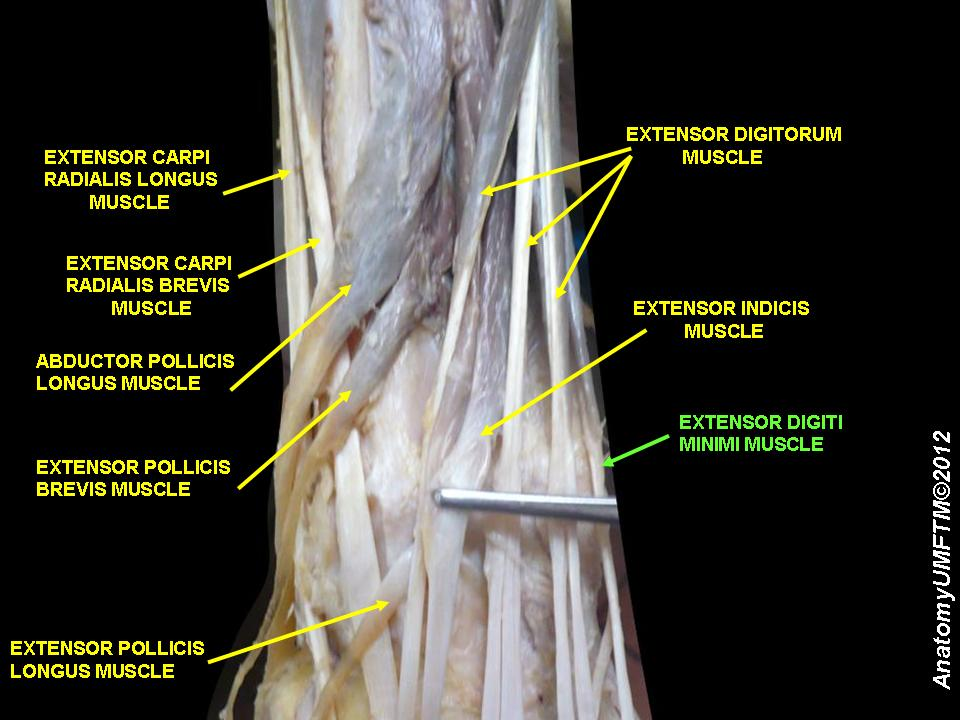
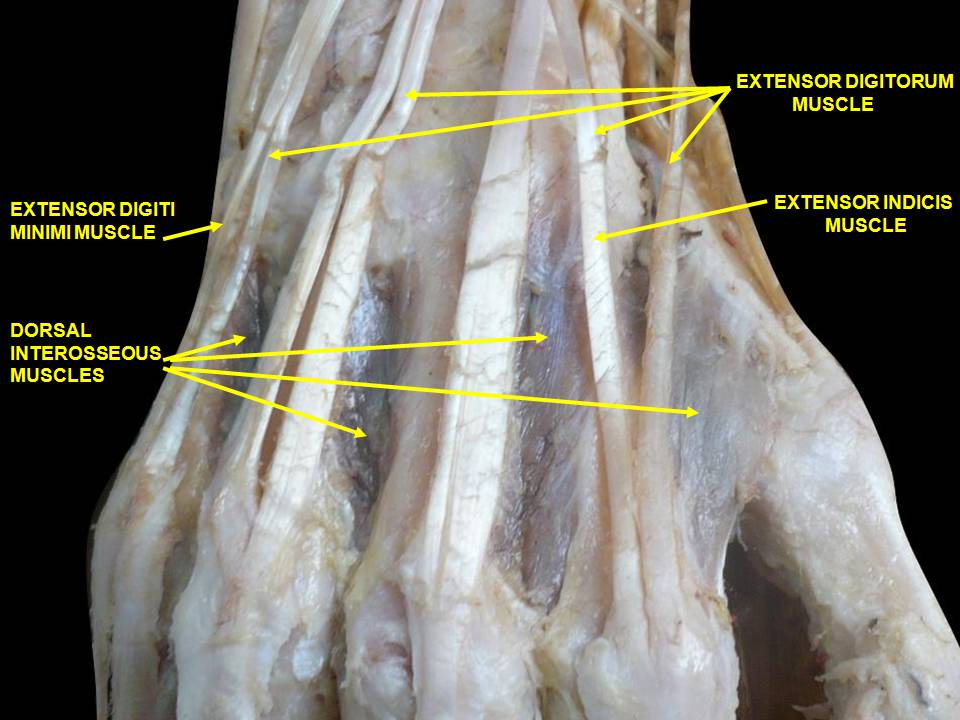
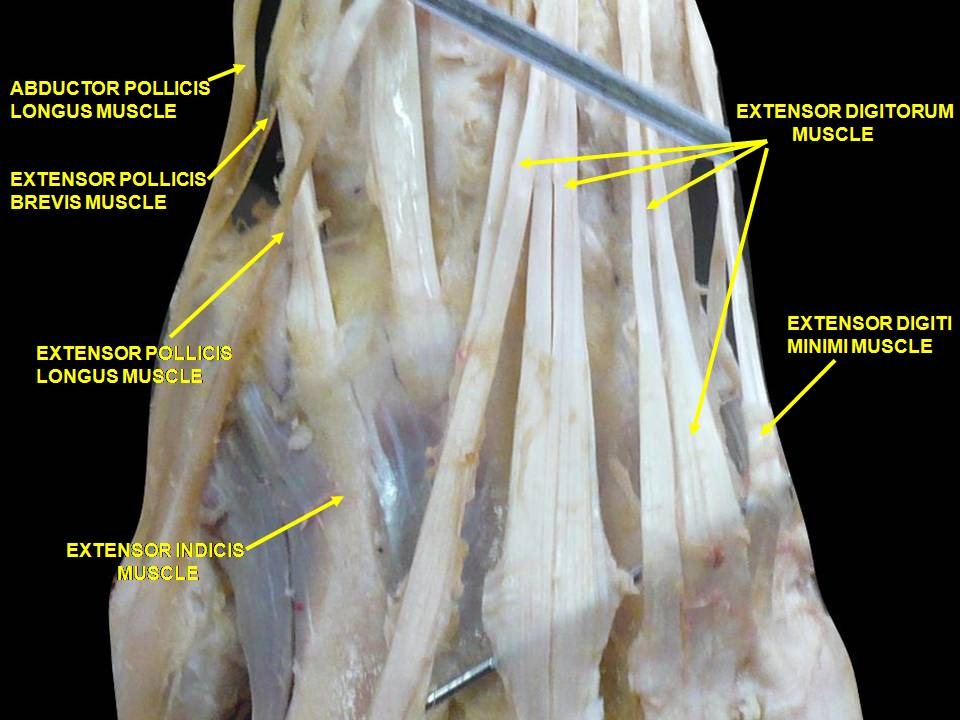